# 阿波罗登月计划阴谋论

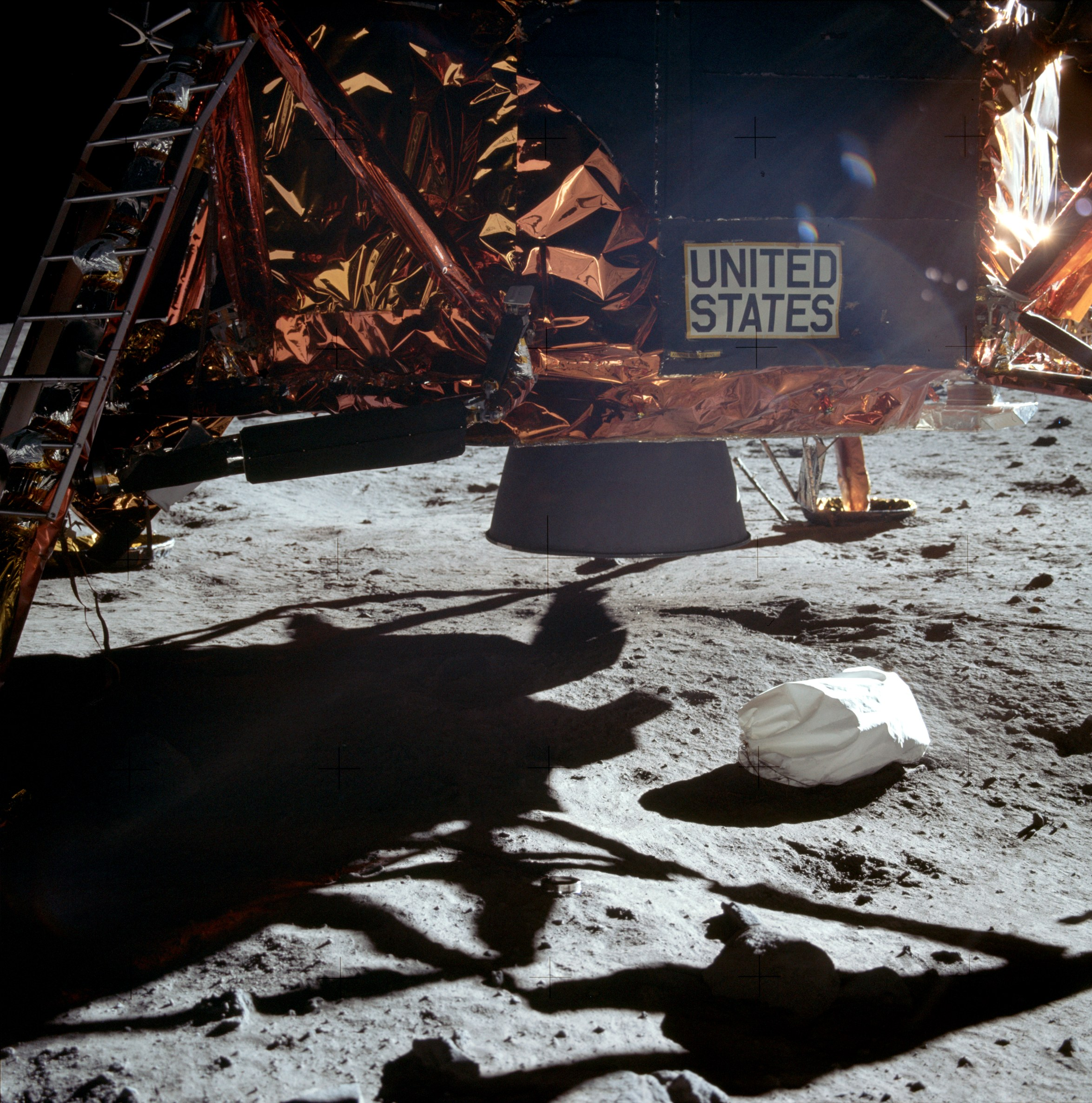
阿波羅11號登月艇被質疑背光面還是有光，沒有全黑。

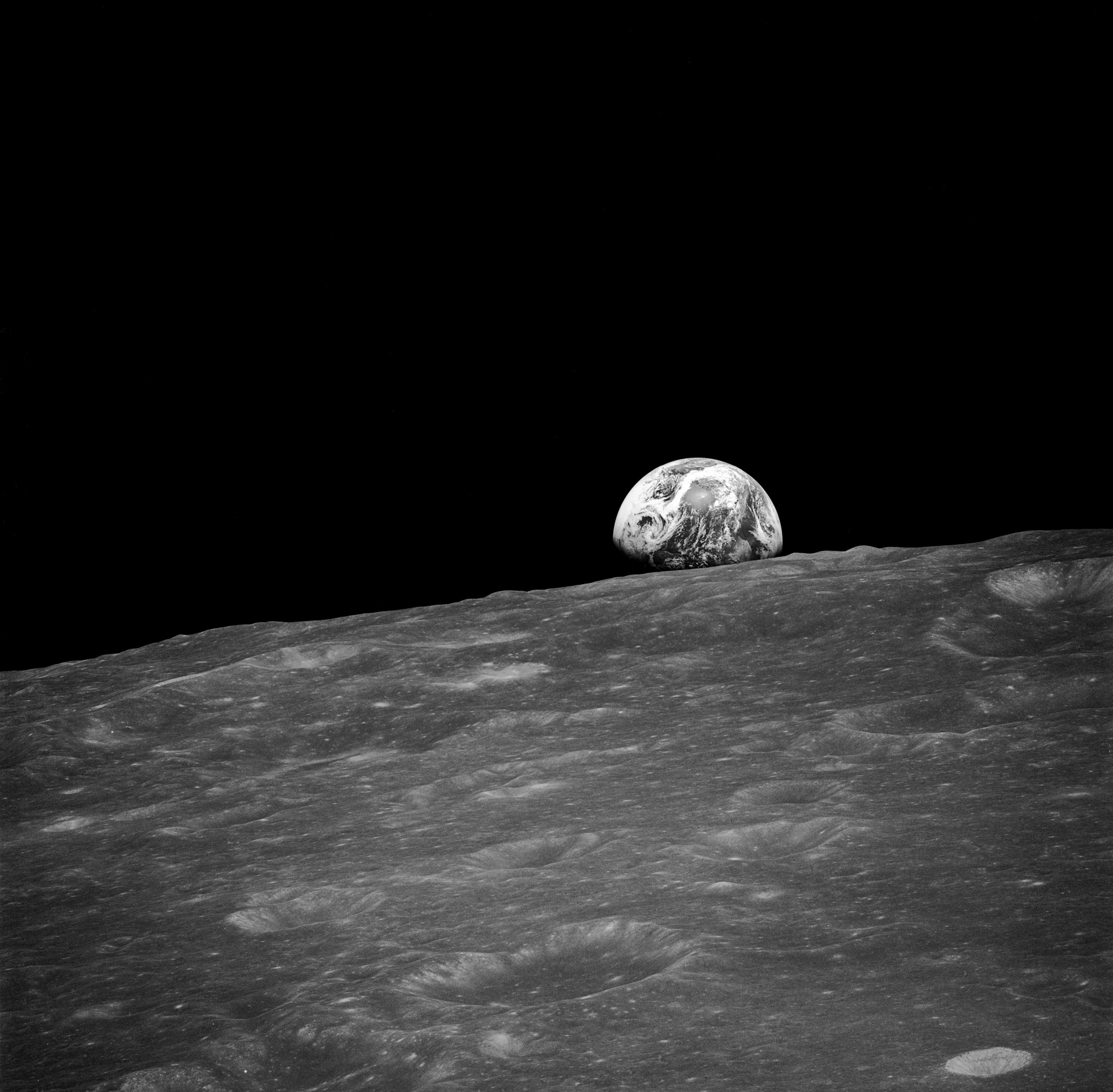
一幅由阿波罗8号宇航员威廉·安德斯拍摄的“地出”照片。地平说學会认为地球是以北極點為中心的平面，说这是一张假照片。

阿波羅登月計劃陰謀論（英語：Moon landing conspiracy theories）是一系列針對美國阿波羅登月計劃的陰謀論，宣稱阿波羅登月計劃是NASA與一些其他組織製造出來的騙局。陰謀論者認為人類从未登上月球，前後的6次登月及前後共12名登月的太空人均为骗局。自1970年代中期開始，有許多團體和個人声称，NASA和一些知情者通通过偽造、篡改、銷毀相關的證據檔案資料（包括照片、錄音帶、岩石樣本等等）以誤導社會大眾去相信登月計劃。
阿波罗登月计划存在大量第三方证据，且如今已有详细的反驳反对阴谋论的说法。例如，2009年发射的月球勘测轨道飞行器在阿波罗登陆点数次拍摄到了登月舱和宇航员登月时留下的痕迹。2012年发布的一系列同样由月球勘测轨道飞行器拍摄的图片显示，美国登月时在月球留下的六面国旗中仍有五面矗立，仅有阿波罗11號任务中的旗帜被登月舱的火箭发动机吹倒。
尽管许多第三方团体提供了大量证据来反驳阴谋论者的观点，但在过去的50年里，这些阴谋论仍在不断传播。多项民调显示，6%至20%的美国人、25%的英国人和28%的俄罗斯人在调查中认为阿波罗登月计划是伪造的。2001年，福克斯广播公司推出了一部纪录片《阴谋论：我们登上月球了吗？》（Conspiracy Theory: Did We Land on the Moon?），声称NASA当年伪造了登月事件，以在太空竞赛中战胜前苏联。

## 历史
第一本提出此阴谋论的书是比尔·凯兴（Bill Kaysing）于1974年撰写的《我们未曾登陆月球：美国的300亿美元诈骗》（We Never Went to the Moon: America's Thirty Billion Dollar Swindle），并于1976年出版。比尔·凯兴曾在1956年受雇于洛克达因（Rocketdyne）公司，担任高级技术顾问，负责管理喷射推进领域实验室的技术文件单元。该公司建造了土星五型火箭上的F-1引擎。他的书中提出了许多推测，引发了关于登月造假的广泛讨论。他在书中指出，人工登月的成功率经计算仅为0.0017%。尽管NASA受到苏联的监视，但凯兴认为，伪造一个登月视频对于NASA来说比实际登月要简单得多。
在《站在月球上的人》（A Man on the Moon）一书中，作者安德鲁·查金（Andrew Chaikin）提到，早在1968年12月阿波罗8号绕月飞行时，就已经有一些关于登月的传闻开始散播。
2000年7月中旬，墨西哥《永久週刊》科技版刊載俄羅斯人亞歷山大·戈爾多夫發表的《本世紀最大的偽造》的文章，對美國登月照片和錄影提出質疑。戈爾多夫認為，美國太空人當時只是接近了月球表面，但並未踏上月球。
2009年5月，据英国《每日邮报》报道，一卷关于“人类登月第一步”的珍贵胶片在被认为已经丢失了几年后，被电影制片人克里斯·莱利在导演塞奥·卡米克位于纽约的家中的办公桌下面找到，并将在伦敦放映。
直到现在，公众对太空竞赛的兴趣在1969年阿波罗11号登月任务后迅速下降。自1966年以来，美国国会一直在削减NASA的预算，并在随后的几年中继续削减。为了节省足够的资金用于天空实验室、两次飞往火星的维京号任务和航天飞机，NASA取消了阿波罗18至20号任务。随着阿波罗项目的取消，承包商关闭了阿波罗和土星系列火箭的生产线，并将员工和工厂空间重新调配到其他项目上。

## 動機
陰謀論者宣稱美國政府偽造月球著陸的動機：
1. 冷戰時期的威信：美國政府認為，美國最重要的是，贏得太空競賽以對付蘇聯。雖然去月球是有著高風險和昂貴代價（美國總統約翰·甘迺迪著名演說：「我們選擇登上月球！我們選擇在這十年間登陸月球以及進行其他事項：並不因為它們很容易，而是因為他們很難！」）[10]。
2. 移轉越戰的眼光。
3. 承諾，為了滿足美國總統肯尼迪在1961年的承諾：“to achieving the goal, before this decade is out , of landing a man on the Moon and returning him safely to the Earth”（十年內完成一個目標，讓太空人登陸月球並安全返回）。
4. 在可能性範圍內迅速將美國人送上月球，是美蘇導彈競賽及肯尼迪總統的決定的結果，他在面對蘇聯的太空成功和豬灣事件後（為了輓救自己的政治聲譽），將登月計劃轉變為美國聲望的終極象徵。在20世紀60年代的冷戰時期，政治上有必要登月，但如今除了商業原因，沒有返月球的政治動力。甚至阿波羅8號指揮官弗蘭克·博爾曼也說，“認為阿波羅計劃是偉大的探索或科學努力的想法是瘋狂的。人們對探索並不那麼激動，他們當時確實為擊敗蘇聯而感到興奮。”[11]

## 具體質疑與解釋
最為常見的登月陰謀論支持者的質疑，主要在於以下幾點，實際上都已經被科學地解釋：
1. 質疑：太空人插美國國旗時，國旗明顯被風吹動，但月球上應無空氣。這表明可能是在地球上拍攝的畫面，因為有微風讓旗幟飄動。Sibrel認為這可能是由室內用來給宇航員降溫的風扇引起的，因為他們在地球上使用宇航服的冷卻系統會顯得太重。

兩張照片的動畫顯示，阿姆斯壯的相機在兩次曝光之間移動了，但國旗並沒有飄動。

  -  兩張照片的動畫顯示，阿姆斯壯的相機在兩次曝光之間移動了，但國旗並沒有飄動。解釋：這面旗幟被固定在一個Г形桿上（參見月面插旗），這樣它就不會垂下來。只有當宇航員將其移動到位時，它才似乎會飄動。在沒有空氣阻力的情況下，這些移動導致旗幟的自由角像鐘擺一樣擺動一段時間。由於存放時被折疊，旗幟表面有皺摺，這些皺摺在靜止照片中可能被誤認為是運動。視頻顯示，當宇航員釋放旗桿時，它會短暫振動，然後保持靜止。[15][16][17]
  - 這個理論在流言終結者的“NASA的登月”一集中進一步被證偽。“AS16-107-17446” 後期版本的特寫照片
2. 質疑：登月照片中沒有星星。

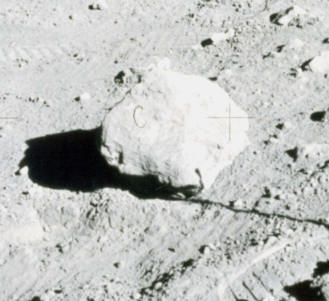
“AS16-107-17446” 後期版本的特寫照片

  - 解釋：月球沒有空氣，因此物體能直接反射陽光，底片如果曝光時間長至能映出星星，則會造成曝光過多而不能映出要映的太空人和登月器材。
3. 質疑：登月照片中地面上有一顆岩石上面寫著英文字母"C"，證明只是人工場景。
  - 解釋：那純屬列印瑕疵，一般認定應是列印時有捲曲頭髮黏附其上，在原始膠片上並無相關圖案。
4. 質疑：登月艇降落點相片沒有撞擊地面的坑洞。
  - 解釋：因為有使用反向噴射，著陸並不是硬性撞擊，因此沒有坑洞。阿波羅17號月面插旗

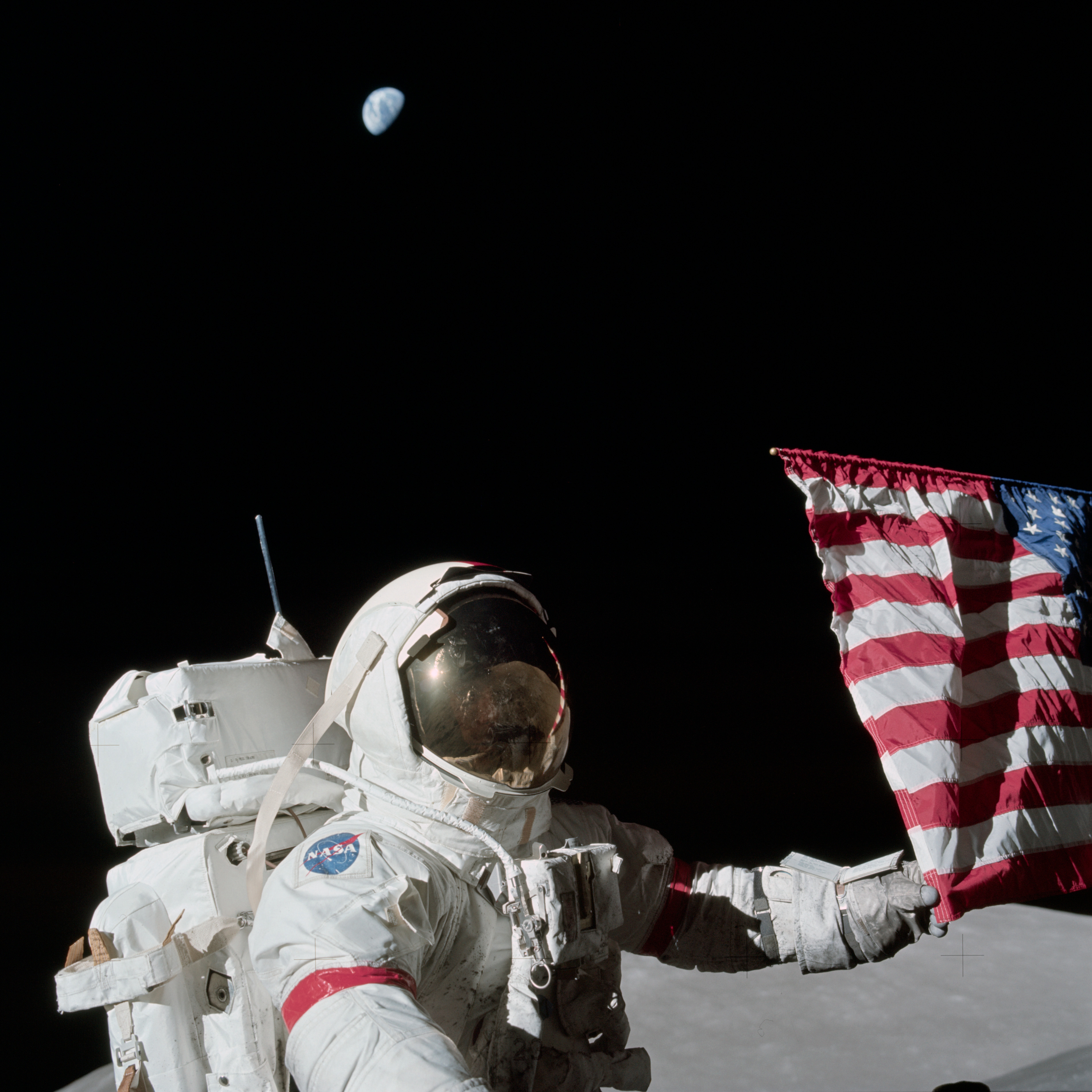
阿波羅17號月面插旗

5. 質疑：登月艇降落時會噴射減速，並吹走附近沙土，因此不可能留下太空人的腳印。
  - 解釋：月球上沒有空氣，因此噴射不會造成亂流，只有登月艇下方的塵土會被吹走，而且只會散佈在旁邊。
6. 質疑：月球上唯一光源應為太陽，但照片中在陰影中的物體還是有反光，因此是有經過器材補光。阿波羅11號的地面訓練模擬中心，該中心仿月場景確實存在，成為陰謀論題材。

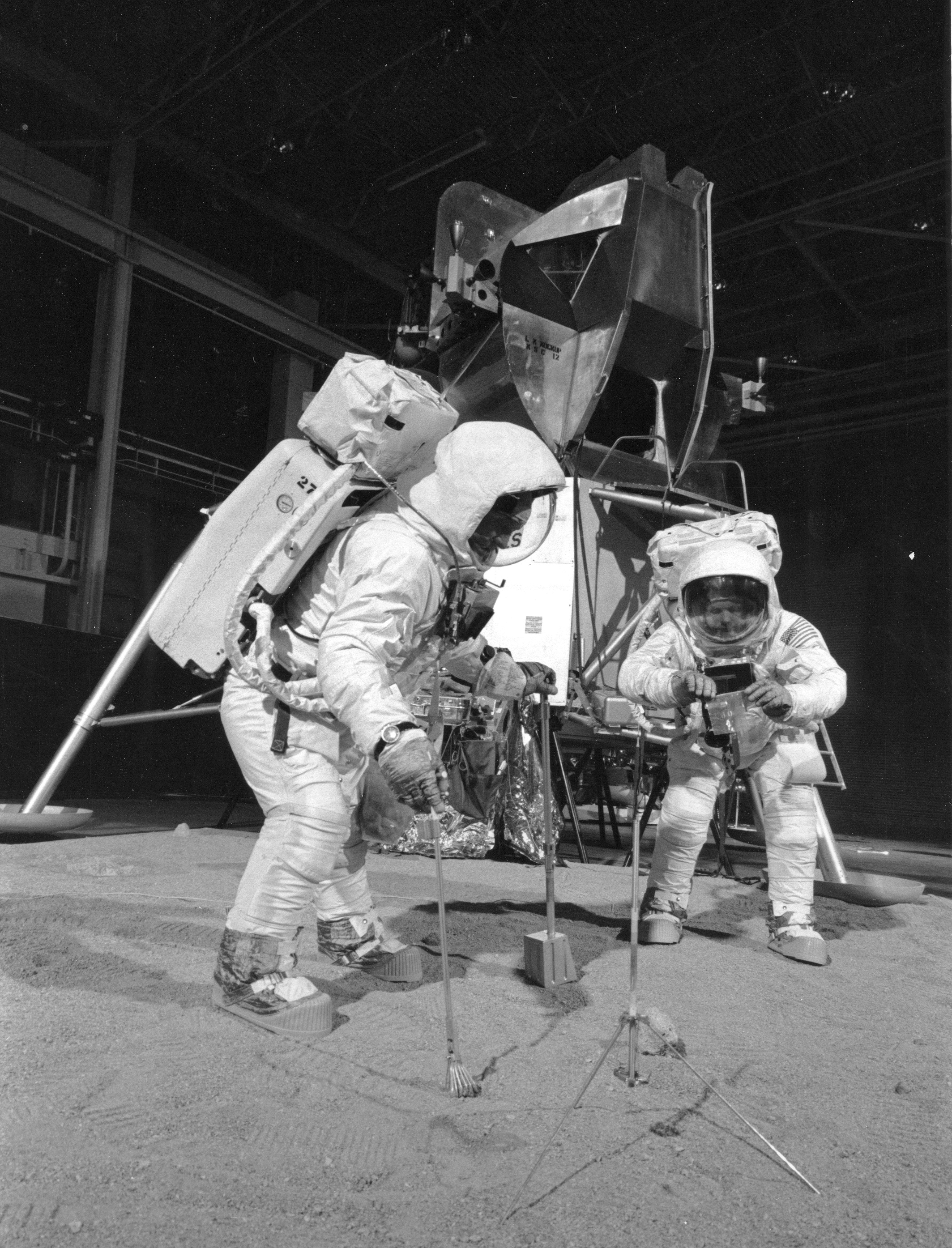
阿波羅11號的地面訓練模擬中心，該中心仿月場景確實存在，成為陰謀論題材。

  - 解釋：在月球上，能看到地球，此為地球上看的月球15倍大小，及100倍光度；而且月球表面反光度很高，有著像反光板的作用（根據流言終結者的資料，月面反光度約為10%）。
7. 質疑：在單一光源（太陽光）下的影子應該是平行的，但登月照片中的影子不是平行。
  - 解釋：月球地表並非平坦，在斜坡上的影子並非和平地上的影子平行是正常現象。另外，如果有多個光源，不可能只有一個陰影，因此唯一解釋為地面不平坦，不可能為多個光源。
8. 質疑：多幅不同的照片背景都一樣，證明背景只是一個佈景板。
  - 解釋：多幅照片中的背景是同一座遠處的山，而且各照片中都有角度差異，而非完全一樣；如果是佈景板，就不會出現角度差異。
9. 質疑：登月艇中的太空人只要稍微走動就會讓登月艇偏離軌道然後墜毁。
  - 解釋：這是對登月艇的控制不熟所想像出來的謬誤，實際上登月艇能自動調整反應。
10. 質疑：登月艇的脫離火箭沒有噴射時的火焰，因此一定是用吊機吊起來而非火箭。
  - 解釋：人不能用肉眼看到的火焰很多，登月艇的燃料本來就会形成人肉眼看不到的噴焰；噴射戰機的噴焰也是同样的道理。
11. 質疑：登月艇的脆弱性與發動機功率明顯不如登月火箭，不可能脫離月球重力圈。
  - 解釋：月球重力僅地球1/6，且沒有大氣，需要耗費的燃料遠遠比脫離地球表面小得多。且脫離月球重力圈是指揮艙與服務艙的事情，登月小艇僅需回到繞月軌道即可。
12. 質疑：把登月影片用慢鏡重播就能發現和地上的動作一樣，因此只是在地球拍攝後用不同速度來假造月球低重力的假象。
  - 解釋：登月車揚起的塵土都是用抛物線軌跡回落至地面，而非像地球有空氣的狀況下受到空氣阻力而四散；另外，各動作就算速度配合地球一般動作的狀況下，還是有所不同，流言終結者亦曾以各種好萊塢拍攝手法試圖偽造出相同的照片，還是不能作出相同的動作片段，只有在模擬低重力的飛機上才可以作出一樣的動作，但飛機的低重力時間及空間不足以拍攝登月片段，證明片段不可能在地球重力下偽造。
13. 質疑：月球上沒有大氣及液態水份，腳印不可能那麼清楚。
  - 解釋：正是因為月球上沒有這些東西，因此沙土並不像地球上那樣被風化變成圓粒狀而容易崩潰；沙粒呈更不規則的型態，使得沒有水份也還是不易於改變排列，此實驗經由流言終結者測試，證明沒有水份及真空狀態下，不規則狀的沙土還是能給予清晰的腳印。
14. 質疑：拒絕配合的太空人都已死亡。
  - 解釋：陰謀論者無法證實意外死亡的太空人均是「拒絕配合」。
15. 質疑：美國1960年代時的登月計畫在10年內從無到有，卻接連40多年未再登月，今日科技較先前進步，登月卻需要準備整整20年以上才能於2019年6月重新返月，前前後後竟整整相隔了50年。（請參見月球探測任務列表 § 長遠計劃、星座計劃及獵戶座太空船。）
  - 解釋：發展目標不同，當年僅需登月插美國國旗即可，後續美國國會以及民眾以太空探測無益民生、美國參加越戰為理由，常常刪除探測預算，並要求太空計劃轉向關心地球。目前重返月球的計畫以開發各種礦物及氦三礦為主，與當年插旗宣揚國威相比，其複雜度是後者無法比擬的。此外，阿波羅11號返回月球後，肯尼迪的目標已實現，但隨後由於多種競爭性需求（例如越南戰爭、偉大社會、經濟衰退、公眾冷漠以及基層共和黨人反對聯邦政府在國家事務中過度干預），開始並持續進行技術項目的大規模撤退，直至20世紀70年代初期。 這是極其昂貴的；每次任務耗資10億美元，僅用於將兩名宇航員送上月球，最多停留3天，這樣的支出在財務上難以持續，同時也極其危險。在12次載人阿波羅任務中（包括地面測試），有一次災難性失敗（阿波羅1號）和一次任務失敗（阿波羅13號），這個比例是相當糟糕的。 美國登月的速度取決於美蘇導彈競賽和肯尼迪總統的決定，蘇聯在太空取得成功後（以及在豬灣事件後輓救他自己的政治聲譽），將登月項目變成美國聲望的最高象徵。 與20世紀60年代冷戰時期迫切需要登月形成鮮明對比，現在重返月球沒有政治緊迫性，除了商業原因。因此，政治上沒有必要重返月球，就像上世紀60年代冷戰時期有必要登月一樣，那是個完全不同的時代。即使阿波羅宇航員弗蘭克·博爾曼也說過：“任何認為阿波羅計劃是一次偉大的探索或科學努力的想法都是瘋狂的。
16. 質疑：登月母帶失蹤。
  - 解釋：登月使用的慢電視轉播，遺失的是母片轉出的第一批動態膠卷，而非母片。而且目前已經找到，並重新恢復公開。
17. 質疑：登月太空人，例如尼爾·阿姆斯特朗、伯茲·艾德林等人，甚至美國太空總署官方，皆對登月之說保持沉默或未正面回應。（陰謀論之二：登月太空人部分死亡於月球，今日存活之太空人為替身。）
  - 解釋：兩人回憶錄均提及登月，並譴責陰謀論者「即使帶他們到月球，他們也只會覺得是另一個攝影棚」。美國太空總署官方於2002年時曾經考慮過出版專門書籍否定陰謀論者，但是在收到大量投訴美國太空總署此舉太過抬高陰謀論的地位之後，就停止了與作者的契約。但是該書作者還是決定出版。[18][19]
18. 質疑：土星五號藍圖丟失，後續計畫未繼續使用。
  - 解釋：1.土星五號仍有實體公開展示；2.阿波羅計畫結束後的太空實驗室採用土星五號火箭；3.地球軌道任務不需要土星五號等級火箭推送，亦如到巷口便利商店買零食不需要坐飛機；4.土星五號之設計以當代科技來看已經過於古老落後，現代使用的火箭更安全可靠且選擇多樣變化性大，例如三角洲4號運載火箭，亦有成本低廉、可迅速大量生產、可重複利用的民間商用火箭獵鷹9號運載火箭。登月艇訓練模型, 下降級的腳上有攝影機

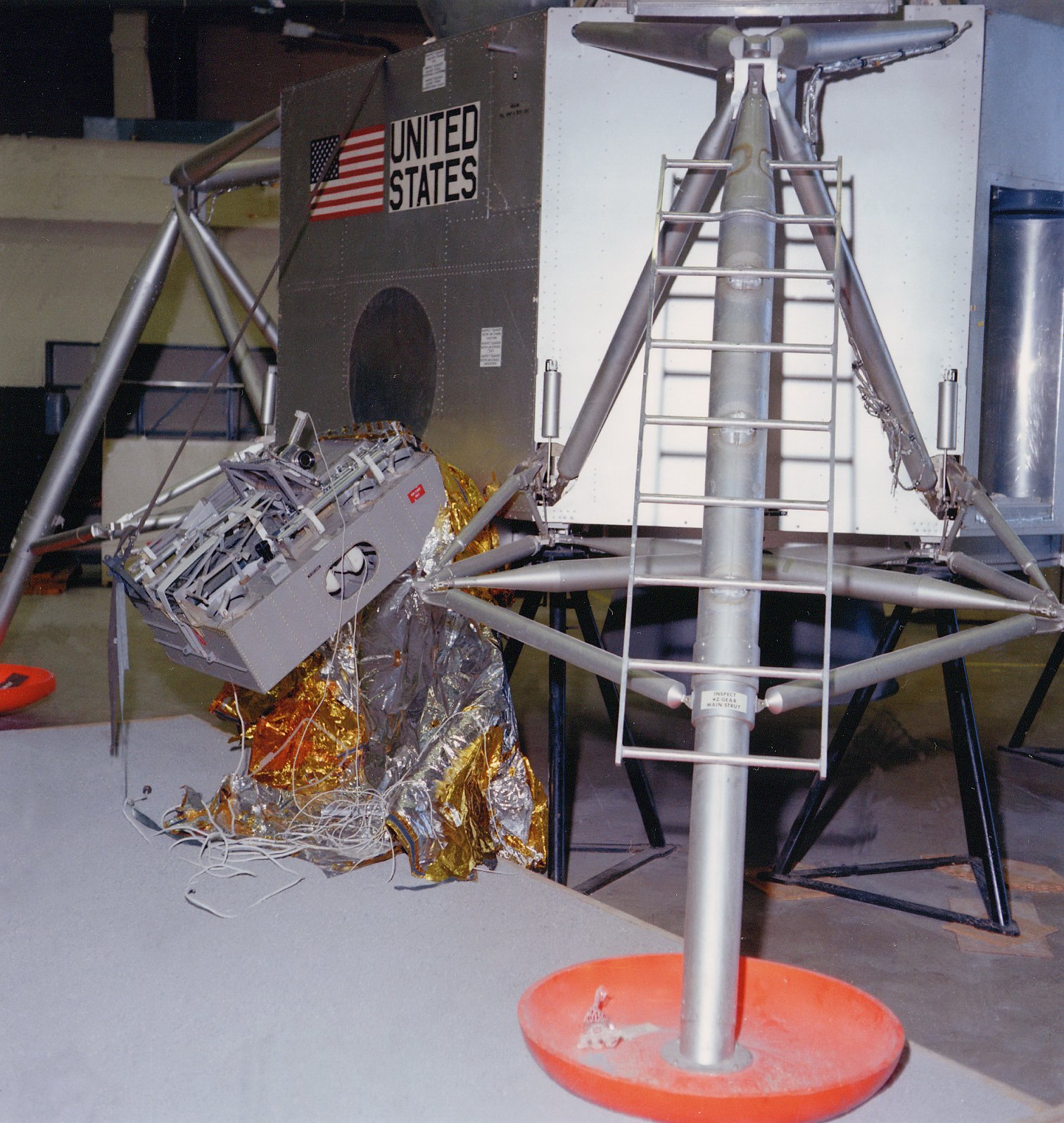
登月艇訓練模型, 下降級的腳上有攝影機

19. 質疑：誰負責拍攝登上月亮、離開月亮與太空人整個活動過程?
  - 解釋：登月艇拍的。太空人使用登月艇上的相關設備，其中包含了電視攝影機。這使得地球上數億的觀眾能透過電視觀賞到整個登月的實況播放。[20][21][22]
20. 質疑：英国邮报2009年8月29日报道，荷兰阿姆斯特丹RIJKS博物馆的研究人员日前证实，美国上个世纪60年代阿波罗登月计划所取回并赠送与荷兰的“月球岩石”为造假。其主要成份为石化木头。此样本为1969年10月，人类首次登上月球的3名“阿波罗11号”宇航员前往荷兰访问时，赠送与荷兰前首相威廉·德雷斯的礼品。[23]
  - 解釋：當年有超過一百個國家收到月球岩石，這次的假岩石實際上也是由私人保管並非國家保管。其他百個國家並未有聲稱他們收到的月球岩石為假。但此事件的具体原因仍然不详。
21. 質疑：在所有的實時錄音中，地球和月球之間的通信幾乎沒有任何延遲。
  - 解釋：在所有實時錄音的月球音頻中，地球與月球之間超過兩秒的通信延遲顯而易見。有些紀錄片由於限制或為了清晰起見，已經編輯掉了這種延遲。另外，尼克松和阿姆斯特朗之間的回復存在顯著的5至6秒延遲。
22. 美國半個世紀後不能再次登月是因為NASA“丟失了技術”。
  - 解釋：NASA並沒有失去登月技術，也就是說，這些技術並沒有被遺忘、弄丟或神秘消失。很多藍圖仍然存在檔案中；但是，參與其中的所有人的個人知識以及如何實際運行這樣一個龐大複雜項目的“組織內部知識”已經喪失。此外，許多設備已經過時，很多東西不能“現成購買”，而是需要特別製造。從頭重新設計更便宜也更好。
  - 火箭技術並沒有很大進展，雖然現代計算機更加複雜，但它們對粒子輻射的脆弱性遠大於使用低密度集成電路和磁心存儲器的舊型號，這兩者都極其耐輻射，因此需要找到新的解決方案來解決不同的問題。
  - 美國也停止了飛行超音速客機橫跨大西洋，因為這種做法不再經濟可行。
23. 質疑：上世紀60年代的技術無論如何都不能把火箭送上月球。
  - 解释：1960年代是一個偉大的技術發展時期，正如英國首相哈羅德·威爾遜在1963年他的“科學革命”的“白熱化”演講中所指出的那樣。[24]從航空技術的角度來看，有超音速和高超音速飛機、宇宙飛船、衛星和洲際彈道導彈。在眾多飛機中，美國生產了高超音速的X15、超音速的SR71、HL10再入飛行器（英语：Northrop HL-10）和第一款操作變幾何擺動翼的戰術飛機 - F111。在歐洲，有超音速的協和飛機和VTOL垂直起降的“跳躍噴氣式”鷂式戰鬥機。
24. 质疑： NASA將這些東西實時並實時地進行播放同時在電視上播出，WiFi和藍牙連接都沒有出現問題。
  - 解釋：為了從月球傳播圖片，NASA使用了S波段微波技術，這種技術能夠穿透輻射，並具有天線增益，使用了大型射電望遠鏡接收圖像。 太空中使用的發射機功率遠遠高於家庭Wi-Fi路由器的幾毫瓦。阿波羅任務的無線電傳輸功率為20瓦，傳輸到直徑65英尺的接收天線，只要地球和月球之間有視線，即沒有障礙物，就不會出現問題。 手機通過2英尺長的天線傳輸300到600毫瓦，如果沒有視線，需要借助基站反彈信號。手機網絡還有數百萬用戶共享帶寬。因此，取決於用戶數量以及基站是否足夠連接信號，可能無法獲得服務。這些完全是不同的情景。 今天的人們質疑從月球傳輸數據的原因是因為他們自己的手機信號會中斷。NASA在一次性事件中擁有無可比擬的更大資源和技術，這些資源和技術並未/並不公開提供給公眾（他們不得不發明S波段），並且有一個日常生活中人們所沒有的優勢——視線通暢，因為你在跨越空無傳輸。[25]
25. 質疑： 宇航員們回到地球時不能自己走下來，而需要使用輪椅或者躺著，這是因為在沒有重力的太空旅行中，人體的肌肉和骨骼會發生變化，變得比在地球上時更少密度，不再像在地球上時那樣支撐力強。但有趣的是，NASA的宇航員們剛到達地球後，他們可以自信地走出艙門，甚至向攝像頭揮手。
  - 解釋：一個10天往返月球的旅行時間並不足以導致肌肉萎縮。1965年的双子座7号進行了為期14天的長期飛行。
26. 質疑：使用什麼技術來拍照並保護它們免受輻射影響？
  - 解釋：月球非常稀薄的大氣不能有效地將表面熱量傳導到與其沒有直接接觸的設備上。相機膠卷來源於用於高空偵察攝影的膠卷，設計用於承受從攝氏 490 度到零下 40 度的溫度，並且裝在鋁制底片盒上，覆蓋有反射 pass 的光學塗層。從太空距離對月球的輻射暴露水平不足以損壞膠卷。這遠低於機場 X 光機的直接輻射的效果，距離不到幾英尺。在地球上放置六個月的膠卷會有相同的效果。當然，在1969年，許多情況下，膠卷經常放置在貨架上使用時間更長。此外，如果仔細觀察，一些圖像顯示出輻射污染的跡象；例如，膠片上出現的線條、亮點以及對比度和色彩響應的減少。這些效果對於未經訓練的眼睛來說並不容易察覺，也需要原始材料才能識別。
27. 質疑：NASA可以設置一個鏡子，用激光照射來測量到月球的距離。為何不能從地球或者甚至是低地球軌道拍攝月球登陸的殘骸？
  - 解釋：拍攝數百萬英裡外星系的照片主要依賴光線收集能力，而拍攝月球表面小物體則關乎分辨率。哈勃望遠鏡或其他望遠鏡由於其鏡面直徑太小，無法達到足夠的分辨率來觀測留在月球上的物體。
28. 質疑：在60年代，要在你的城市擁有電視，你需要每50公里就要有電視塔。而NASA卻能在月球上進行直播電視和無線電話。
  - 解釋：太空中使用的發射器比家庭Wi-Fi路由器的幾毫瓦功率大得多，它們採用高增益接收器和定向聚焦天線陣列。阿波羅號的無線電傳輸功率為20瓦，通過直徑65英尺的天線接收器，從而減少了登月艙所需的電池電量。只要有視線，也就是地球和月球之間沒有障礙物，就不會出現問題。手機傳輸功率為300至600毫瓦，通過2英尺長的天線，並依靠塔樓反射信號，當沒有視線時。他們還有數百萬其他用戶來爭奪帶寬。因此，根據用戶數量和信號連接的塔樓是否足夠，可能無法獲得服務。這完全是兩種不同的情況。
29. 質疑：要建造電動汽車你需要比車本身還大的電池。而NASA卻能把電動車送上了月球。
  - 解釋：月球車由兩塊36伏特的氧化銀電池供電。由於成本高昂，這種電池沒有廣泛商業應用。
30. 質疑：阿波羅11號的NASA宇航員在新聞發佈會上看起來像是戰爭罪行審判，十分不安。
  - 解釋：在濺水著陸後，宇航員被轉移到了大黃蜂號航空母艦上的移動隔離設施。[26]清理完畢後，他們與尼克松總統和家人交談，你可以看到他們興高采烈、微笑和揮手。之後，他們經歷了長時間的隔離審訊，直到8月12日出現在新聞發佈會上時，他們已經感到疲憊和厭倦，這是他們經歷了如此高潮後的落差。1930年出生的堅忍軍人並非天生的電視表演者，在回答問題時顯得有些生硬。如果你觀看整個新聞發佈會，會發現他們情緒漸漸輕鬆起來，開始微笑和開玩笑。

虽然面临如此多的质疑，但是美國太空總署只为此澄清过一次，许多科学家也将质疑者的观点视为伪问题而不予理睬。

## 佚聞

### 大騙局相關的作品
- 威廉·卡瑞爾（William Karel），在2002年拍攝偽紀錄片《登月秘辛》（Opération lune，又名Dark Side Of The Moon（英语：Dark Side of the Moon (2002 film)）），以陰謀論指出的論點──阿波羅登月任務影片其實是美國CIA在大導演斯坦利·库布里克（Stanley Kubrick）協助下所製造的偽影片──作為前提進行闡述。該片將真實檔案資料與錯誤檔案資料混合在一起，以詼諧幽默諷刺的方式帶出娛樂效果。[27]

### 被控參與騙局的人
- 美國電影導演史丹利·庫柏力克被指控偽造阿波羅11號和第12號的鏡頭。

### 艾德林的還擊
- 2002年，伯茲·艾德林在一場活動後被一名登月陰謀論者Bart Sibrel滋擾，還被Sibrel罵他是「膽小鬼、騙子、竊賊」，火冒三丈的艾德林就向Sibrel回敬一拳還擊。[28][29]

### 阿姆斯壯的回應
- 2012年，尼爾·阿姆斯壯在專訪中回應：大眾總是喜歡這種陰謀理論，有些還蠻有吸引力的，但對我來說從來都不是問題，因為我知道有一天會再有人們飛回到月球表面，把我留在那的那架攝影機帶回來。[30][31]

### AI判定登月照片可能有假
2023年11月，俄罗斯总统普京在参观俄罗斯联邦储蓄银行时，工作人员向其介绍了使用Google“神经网络”的情况。其间谈到，“神经网络”曾判定阿波罗计划的照片可能存在造假问题，而中国月球车的照片却未识别出问题。对此，普京仅回道：“有趣。”

## 證據和問題

### 事物佐证
- 登月計劃把月球激光測距實驗的反射鏡放置在月球上，因此只要知道正確地點，就能利用高功率的大口徑雷射照射該點並得到反射；只有人工物才能夠辦到。
- 美國登月時獲取了不少月球岩石樣本，并且曾經在1978年將一小部分月球岩石樣本贈送給中國的科學機構[33]。蘇聯無人登月器也有採回三百多克的月球岩石樣本，成分與美國帶回之岩石分析相符。
- 阿波羅系列登月任務累計採樣取回樣品約 382 千克，要達到如此規模的月岩月壤採樣，在當時的技術條件下通過無人設備是無法實現的，只能通過人工採樣的方式來獲取。[34]
- 倒下的太空人，由阿波羅15號的成員登月後，放置在哈德利山上的藝術品。

### 卫星摄影
- 2009年，日本發射的輝夜號前往阿波羅15號與17號登陸地點，並進行了拍攝，但由於其傳回的是不能照出10公尺以下物體的地形攝影機，因此官方網頁只說有找到噴射痕跡，而遠方的山脈也和當年拍攝的環形山相同[35][36][37][38]，但卻被誤解成沒有找到登陸痕跡[39]，该误读观点也只有俄罗斯《真理报》和中国媒体转发，之后真理报撤销了该报道，所以有观点认为误读报道有误。

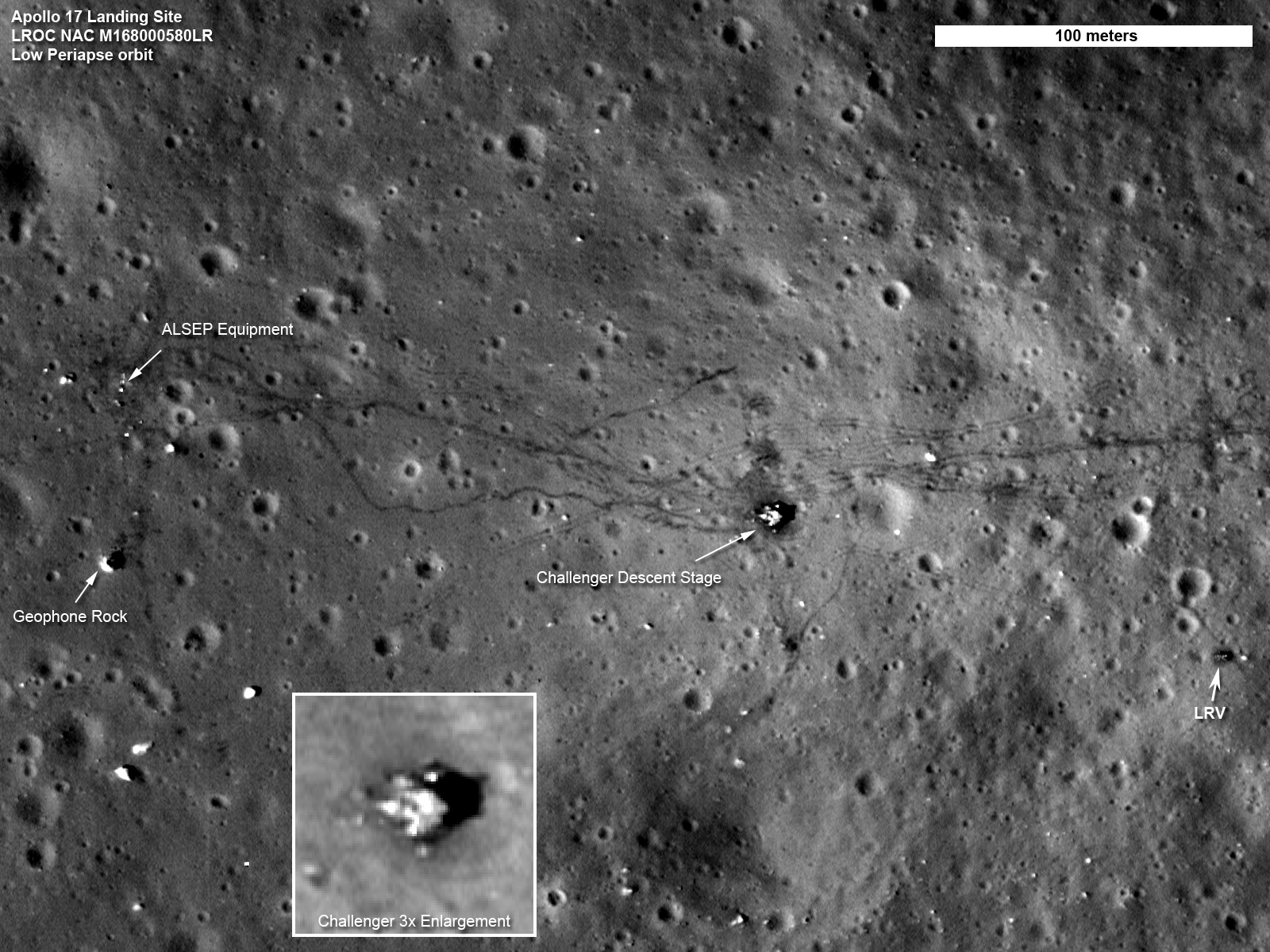
月球勘測軌道飛行器拍下的阿波羅17號著陸點照片

- 月球勘測軌道飛行器拍下的阿波羅17號著陸點照片[40]2009年7月17日，美國太空總署公開了一批由LRO探測器在月球拍攝的表面照片，並清楚點出每個著陸點的位置，同時也宣告會有更清晰的照片陸續公布，但對於陰謀論者而言，「美國人拍美國人」仍是可以被質疑的。
  - 從照片中能夠辨認出較大一些的登月小艇位置，基本上可以確認阿波羅登月並非是造假的。
  - 而其后美国发布了更多分辨率更高的相关照片，已经可以比较清楚的看到登陆艇和着陆点附近的相关活动痕迹。

### 電腦模擬
- 2018年美國NVIDIA公司使用「光线追踪技術（Real-Time Ray Tracing）」，驗證人類真有登陸月球[41]。

## 流行文化
- 在电影《星际穿越》中，美国政府故意鼓吹阿波罗登月计划阴谋论，用以降低NASA的威信，鼓励人民留在地球上寻找对抗全球饥荒的解决方案。这是一个后真相政治的例子。

### 引用
1. ↑  . 聯合新聞網. 2022-07-21  [2022-10-14]. （原始内容存档于2022-10-16） （中文（繁體））.
2. ↑  . 新浪科技. 2022-02-18  [2022-10-14]. （原始内容存档于2022-10-16）.
3. ↑  Neal-Jones, Nancy; Zubritsky, Elizabeth; Cole, Steve. Garner, Robert , 编.  [美国国家航空航天局的航天器图像提供了更清晰的阿波罗登陆点视图]. NASA. 2011-09-06  [2011-09-22]. Goddard Release No. 11-058 (co-issued as NASA HQ Release No. 11-289). （原始内容存档于2015-06-02）.
4. ↑  . 自由時報電子報. 2020-12-05  [2022-10-14]. （原始内容存档于2022-10-14） （中文（繁體））.
5. ↑  . BBC News (London: BBC). 2012-07-30  [2013-04-29]. （原始内容存档于2019-06-17）.
6. ↑  Phillips, Tony. . Science@NASA. NASA. 2001-02-23  [2012-07-30]. （原始内容存档于2010-04-10）.
7. ↑  .   [2013-05-03]. （原始内容存档于2013-05-22）.
8. ↑  人类首次登月原始影像胶片失而复得 (图) （页面存档备份，存于），新浪科技，2009年05月25日
9. ↑  One small step recovers space history: Lost film of man on moon found under a desk （页面存档备份，存于），英国每日邮报, 2009年5月20日
10. ↑  "We choose to go to the Moon! We choose to go to the Moon in this decade and do the other things – not because they are easy, but because they are hard. - President John Kennedy, speaking at Rice University, September 12, 1962. From A Man on the Moon, by Andrew Chaikin, p. 2,（c）1994, 2007, ISBN 978-0-14-311235-8
11. ↑  .   [2024-07-25]. （原始内容存档于2024-08-20）.
12. ↑  香港太空館星星問問月球其之一 的存檔，存档日期2009-04-23.其之二 的存檔，存档日期2009-06-10.其之三 的存檔，存档日期2009-04-25.
13. ↑  流言終結者登月陰謀論破解專輯
14. ↑  . news.xinhuanet.com.   [2016-09-01]. （原始内容存档于2009-08-31）.
15. ↑  .   [2024-07-25]. （原始内容存档于2019-10-02）.
16. ↑  .   [2024-07-25]. （原始内容存档于2024-11-19）.
17. ↑  . www.jamesoberg.com.   [2016-09-01]. （原始内容存档于2020-02-29）.
18. ↑  . BBC News. 2002-11-08  [2008-08-05]. （原始内容存档于2020-02-28）.
19. ↑  .   [2024-08-07]. （原始内容存档于2020-01-21）.
20. ↑  .   [2024-08-07]. 原始内容存档于2020-02-26.
21. ↑  .   [2024-08-07]. （原始内容存档于2020-03-03）.
22. ↑  .   [2012-05-28]. （原始内容存档于2012-04-21）.
23. ↑  .   [2024-07-25]. （原始内容存档于2021-02-10）.
24. ↑  .   [2024-07-25]. （原始内容存档于2020-06-05）.
25. ↑  .   [2022-02-13]. （原始内容存档于2019-06-11）.
26. ↑  .   [2013-06-24]. （原始内容存档于2018-08-14）.
27. ↑  .   [2013-06-24]. （原始内容存档于2020-11-22）.
28. ↑  . 2018-11-13  [2021-03-24]. （原始内容存档于2021-04-23）.
29. ↑  . 2012-05-26  [2016-11-16]. （原始内容存档于2016-11-16）.
30. ↑  河南广播电视台. . 腾讯网. 2023-11-27  [2023-12-04]. （原始内容存档于2023-12-04）.
31. ↑  .   [2009-04-20]. （原始内容存档于2019-07-13）.
32. ↑  .   [2024-08-07]. （原始内容存档于2024-12-09）.
33. ↑  .   [2009-05-29]. （原始内容存档于2009-05-21）.
34. ↑  . （原始内容存档于2009-02-16）. 宇宙飛行士の撮った写真に写っている小さな岩塊や月面車などの地形カメラの解像度である10mより小さいものは再現されていませんが、遠方の山々の形や丘のようななだらかな地形はほぼ忠実に表現されており、地形カメラの観測精度が高いことがよくわかります。
35. ↑  . （原始内容存档于2010-10-10）. 地形カメラは高度100kmから10mの分解能で月面の撮像しています。これらの岩塊は10m以下なので写ってはいませんが、遠方の山々の形はほとんど同じで、地形カメラの精度が高いことがよくわかります。
36. ↑  紀念阿波羅登月40年：四大理由駁斥騙局說2 的存檔，存档日期2009-07-15.拍攝照片的是主衛星“輝夜姬”，飛行軌道高度為100公里，但衛星上的CCD相機的空間解析度為10多米，至少要大於50米～60米的月面物體才能在照片上分辨出來。而“阿波羅”15號和17號的著陸器和月球車大小約為2～3米，“輝夜姬”的照片上根本不可能顯示出月球車和著陸器的痕跡。
37. ↑  . 新浪网. 2009年5月27日  [2009-05-27]. （原始内容存档于2020-09-29）.
38. ↑  . udn. 2018-10-16  [2018-10-16]. （原始内容存档于2019-07-13） （中文（臺灣））.

## 外部連結
- Apollo Lunar Surface Journal （页面存档备份，存于） Photos, audio, video and complete communication transcriptions of the six successful landings and Apollo 13
- 中的“Hoax: Lunar Landing”
- . New York Times.   [2008-08-05]. （原始内容存档于2014-05-14）., John Noble Wilford, The New York Times, December 18, 1969, p. 30.
- 登月四十年：當年登月12人如今9人仍健在
- NASA公開LRO探測器攝得的登月地點 （页面存档备份，存于）

### 電視特訪
- 互联网电影数据库（IMDb）上《Conspiracy Theory: Did We Land on the Moon?（2001） (TV)》的资料（英文）
- 互联网电影数据库（IMDb）上《Opération lune (2002) (TV)》的资料（英文）